# Aerodium
Aerodium è un designer e produttore di gallerie del vento verticali con sede a Riga, Lettonia. Il suo business principale è la vendita e l'affitto di gallerie del vento per l'industrie dell'intrattenimento e militare, ma Aerodium gestisce anche diverse sedi in franchising. La seconda parte è collegata all'organizzazione di spettacoli per la promozione del marchio, festival e altre celebrazioni in tutto il mondo.

## Storia
Nel 1979 l'inventore canadese Jean Saint-Germain ha avuto l'idea della prima galleria del vento verticale per il volo del corpo. Dopo aver accumulato investimenti di $450.000, Saint-Germain ha aperto la prima galleria del vento commerciale a Saint-Simon-de-Bagot, a 50 miglia a est di Montréal. Saint-Germain, chi era un ex paracadutista nell'esercito, possedeva due scuole di paracadutismo quando arrivò all'idea che un Aerodium potrebbe aiutare ai suoi studenti a praticare la caduta libera in modo più efficiente. Nel 1982 Jean Saint-Germain vendette il concetto di galleria del vento verticale a Les Thompson e Marvin Kratter, chi costruirono delle gallerie del vento a Pigeon Forge, Tennessee e Las Vegas, Nevada, rispettivamente. Tra qualche tempo, Saint-Germain ha venduto i diritti di franchising a Kratter per $1,5 milioni. Originariamente noto come "Aerodium", fu brevettato come "Levitationarium" da Jean Saint-Germain negli Stati Uniti nel 1984 e nel 1994 con i brevetti nn. 4.457.509 e 5.318.481, rispettivamente.

Nel 2003, dopo aver incontrato François Saint-Germain (figlio di Jean Saint-Germain), l'imprenditore lettone Ivars Beitāns decise di sviluppare il concetto della galleria del vento di Aerodium. Nell'estate 2005 è stata aperta la prima galleria del vento in Europa orientale a Sigulda, in Lettonia. Migliorando e aggiornando passo dopo passo le soluzioni tecniche, la società ha iniziato a produrre gallerie del vento commerciali in Lettonia con il nome di Aerodium Technologies.

## Spettacoli e realizzazioni
Con una particolare concentrazione sulle gallerie del vento all'aperto, Aerodium è diventata nel corso degli anni l'azienda principale a partecipare a diversi spettacoli di bodyflying in tutto il mondo.
Un evento importante nella storia delle gallerie del vento verticali è stata la "macchina del vento" durante le cerimonie di chiusura delle Giochi olimpici invernali di Torino del 2006, che era un'unità personalizzata di Aerodium. La maggior parte degli spettatori del mondo non aveva mai visto una galleria del vento verticale prima e rimase affascinata dagli umani in volo senza fili. Lo spettacolo includeva uno snowboarder volante (interpretato da Ivars Beitāns) e altri effetti visivi mai visti prima.
Una performance in galleria del vento verticale nella Piazza Rossa di Mosca è stata mostrata nel 2009 durante la presentazione del logotipo delle Giochi olimpici invernali di Sochi del 2014.
Nel 2010 una galleria del vento verticale è stata esposta presso il padiglione lettone dell'Expo mondiale 2010 a Shanghai, in Cina. Aerodium era l'appaltatore generale del padiglione e presentava spettacoli ai visitatori ogni 30 minuti per 6 mesi. Aerodium ha raccolto grandi folle e ha persino permesso ad alcuni VIP di allenarsi e volare nella galleria. Questo modello è divenuta la prima galleria del vento al mondo a ricircolo completamente trasparente, consentendo agli spettatori di vedere gli spettacoli da tutti i lati.
Nel 2013 Aerodium ha introdotto una nuova applicazione per le gallerie del vento quando ha costruito la prima galleria al mondo adatta per il BASE jumping al coperto nel "Sirius Sport Resort" in Finlandia. Diversamente dagli altri modelli, i paracadutisti potrebbero entrare nella galleria del vento da terra o saltarci dentro da un'altezza di 15 metri, simulando il salto da un edificio.
Nel 2016 Aerodium ha presentato un progetto chiamato "Flying Dream", che è un anfiteatro unico nella galleria del vento. Si trova a Dengfeng, a Monte Song, vicino al famoso monastero Shaolin in Cina. La galleria del vento fa parte di uno spettacolo di kung fu "volo e monaci".
Lo stesso anno Shanghai Disneyland Park, il primo nella Cina continentale, fu aperto a Pudong. Aerodium è stato invitato a progettare un'esclusiva galleria del vento permanente senza pareti per lo spettacolo Pirati dei Caraibi dal vivo Eye of the Storm: Captain Jack’s Stunt Spectacular. A partire dal 2019, è l'unica galleria del vento senza pareti di tipo ricircolo al mondo.

## Progetti cinematografici
Le gallerie del vento all'aperto di Aerodium hanno suscitato interesse anche nell'industria cinematografica. Durante l'Expo 2010 Jackie Chan ha provato a volare nella galleria del vento verticale del padiglione lettone. Due anni dopo, nel 2012, ha trascorso 3 settimane in allenamento e riprese in Lettonia per una scena di combattimento aereo per il film "Zodiaco cinese".
Nel 2017 Aerodium ha costruito la più grande galleria del vento verticale del mondo con misure 3,5 m × 6,5 m, che è quattro volte più grande di una tipica galleria del vento. È chiamato Peryton ed è stato utilizzato da Tom Cruise durante l'allenamento per la sesta puntata della serie di film Mission: Impossible - Fallout. Per girare una delle prime scene del film, Tom Cruise ha dovuto eseguire oltre 100 salti HALO. Secondo Neil Corbould, il supervisore degli effetti speciali, "era parecchio, ma sai, se non avesse avuto il tempo nella galleria del vento, sarebbero stati 250".